# 6 Heures du Nürburgring
Les 1 000 km du Nürburgring sont une épreuve d'endurance réservée aux voitures de sport (ou sport-prototypes) et voitures Grand-Tourisme, qui se tient chaque année sur le tracé du Nürburgring en Allemagne. Après avoir longtemps été l'une des épreuves phare du championnat du monde des voitures de sport, les 1 000 km redeviennent une épreuve du championnat du monde d'endurance en 2015, sous le nom des 6 Heures du Nürburgring.

## Historique
La première édition des 1 000 km du Nürburgring s'est tenue en 1953, dans le cadre du championnat du monde des voitures de sport. Après des débuts hésitants (elle n'a pas été organisée en 1954 et 1955), l'épreuve s'est progressivement affirmée comme l'une des plus prestigieuses du calendrier d'Endurance derrière les grands classiques que sont les 24 Heures du Mans, les 12 Heures de Sebring et la Targa Florio. Ce prestige était en grande partie dû au caractère extrêmement sélectif du circuit, puisque les concurrents empruntaient alors la fameuse Nordschleife, la boucle nord du circuit, longue de plus de 22 kilomètres. La notoriété de la course a encore grandi à partir de 1976 et de l'abandon par la F1 de la Nordschleife, jugée trop dangereuse, les 1 000 km devenant la seule épreuve internationale à s'y disputer. Mais en 1984, les 1 000 km abandonnèrent à leur tour la Nordschleife, pour se disputer sur le tracé moderne. L'épreuve perdit de ce fait tout ce qui faisait son sel. 
La mauvaise santé de l'Endurance en Europe (disparition du championnat du monde au début des années 1990) s'est répercutée sur les 1 000 km, qui ne furent pas organisés tout au long des années 1990. Ils ont fait leur retour en 2000, puis de manière plus régulière à partir de 2004, dans le cadre des Le Mans Series.

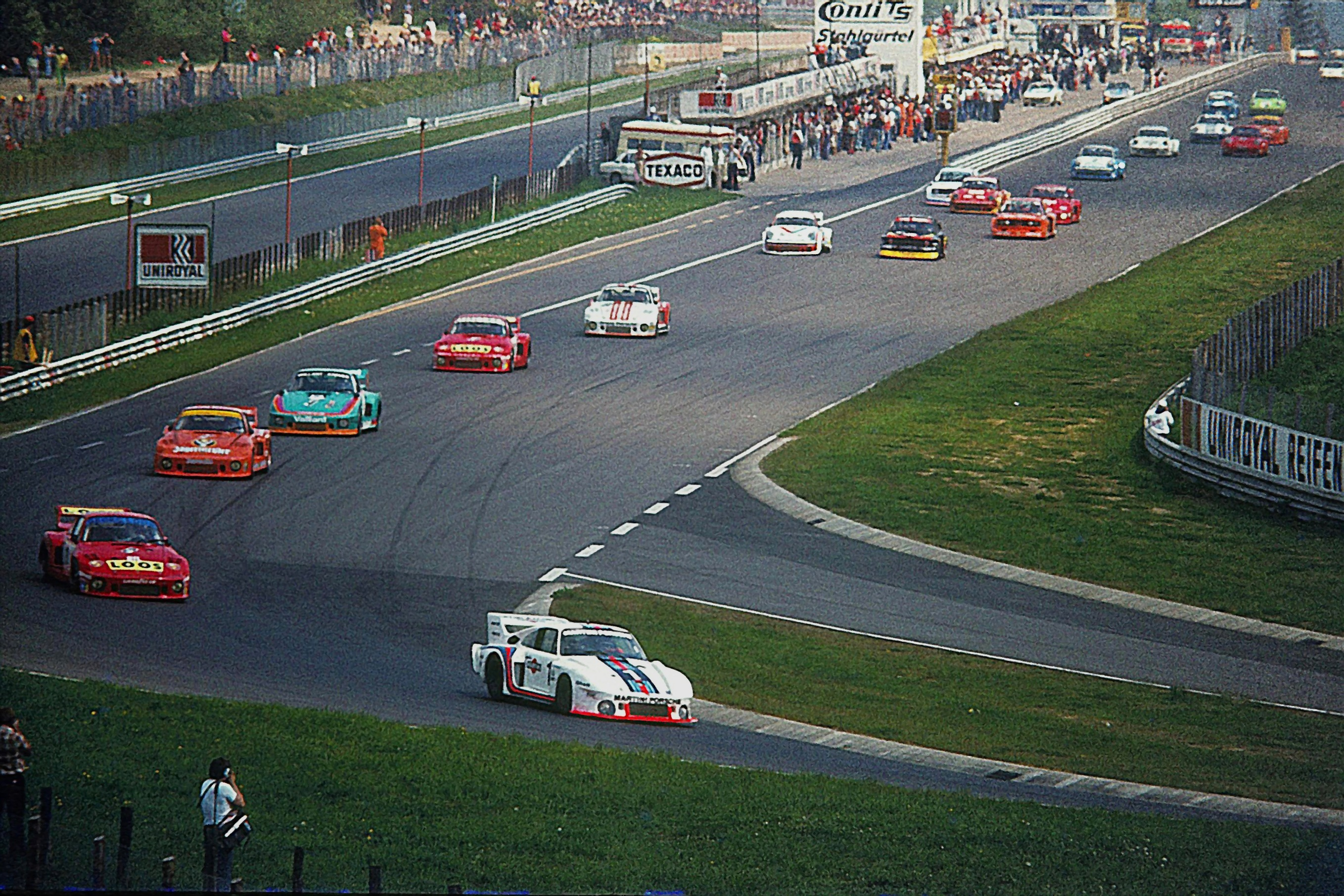
Le départ de l'édition 1977.
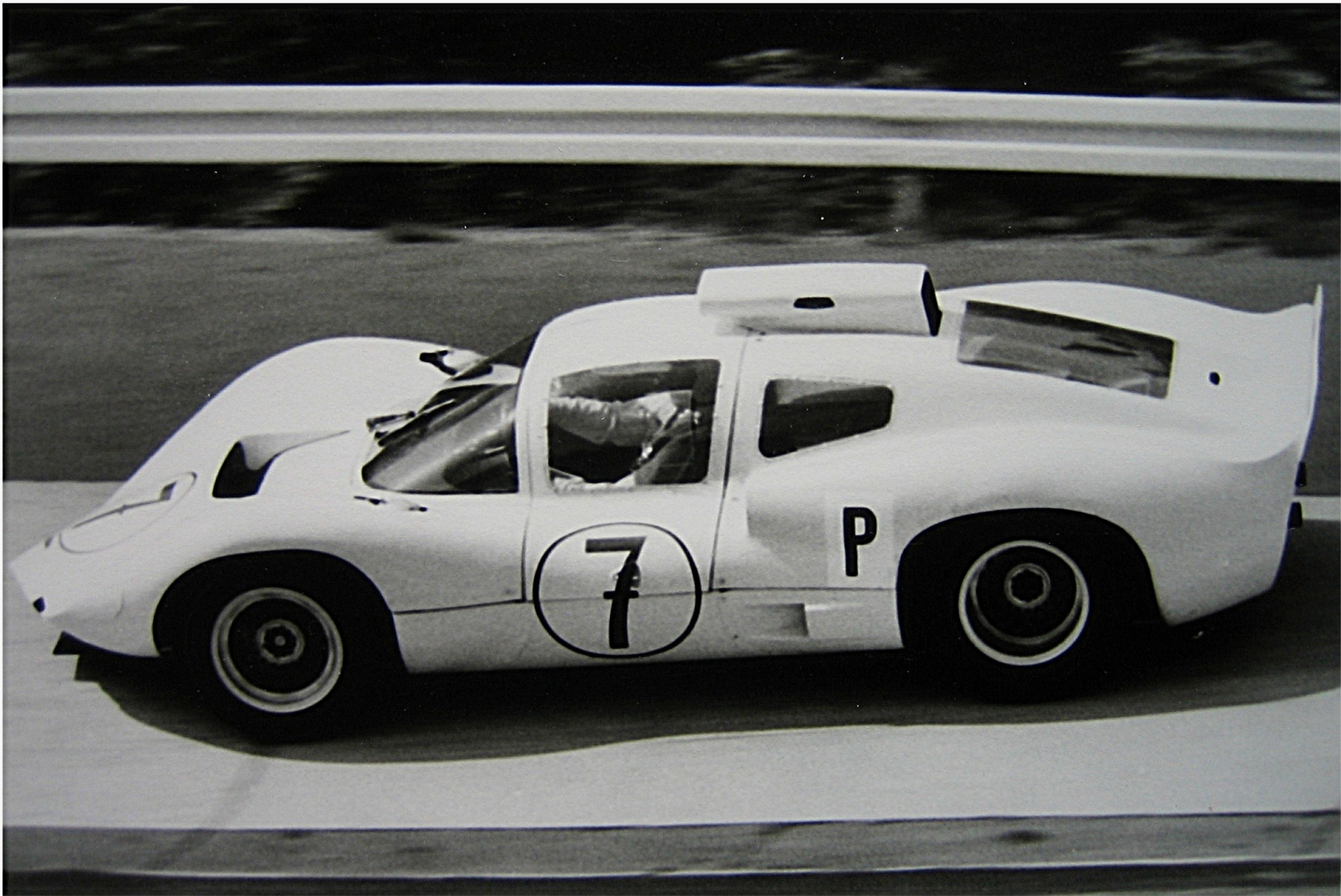
Jo Bonnier sur la Chaparral lors de sa victoire en 1966 avec Phil Hill.
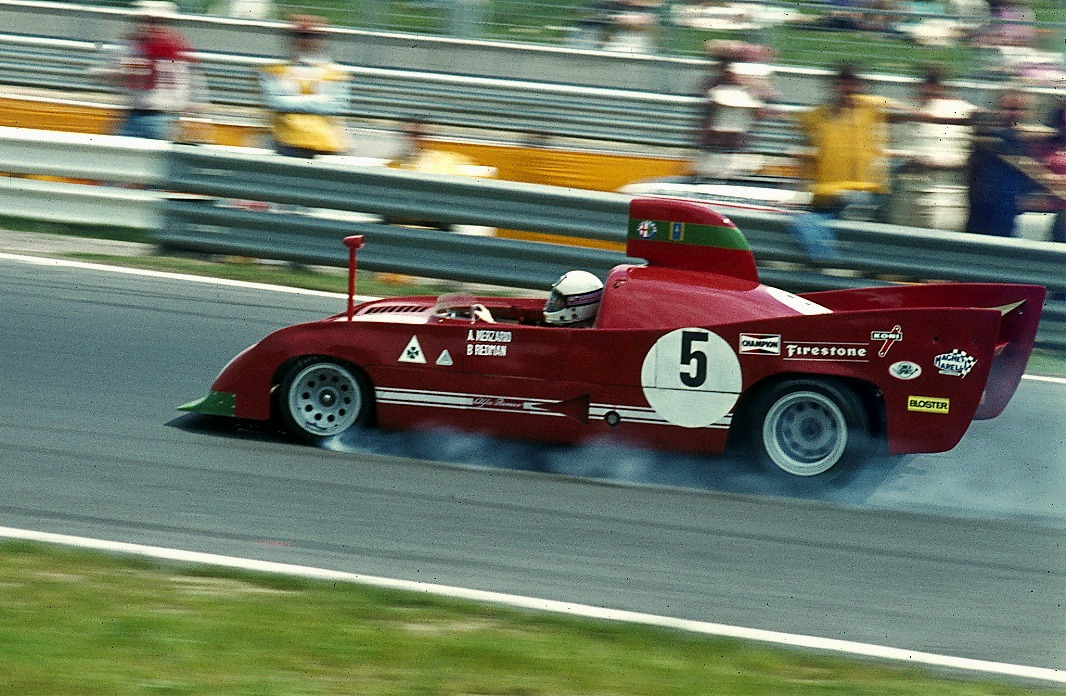
Brian Redman (vainqueur en 1969 et 1973) sur l'Alfa Romeo 33TT12 lors de l'édition 1974.
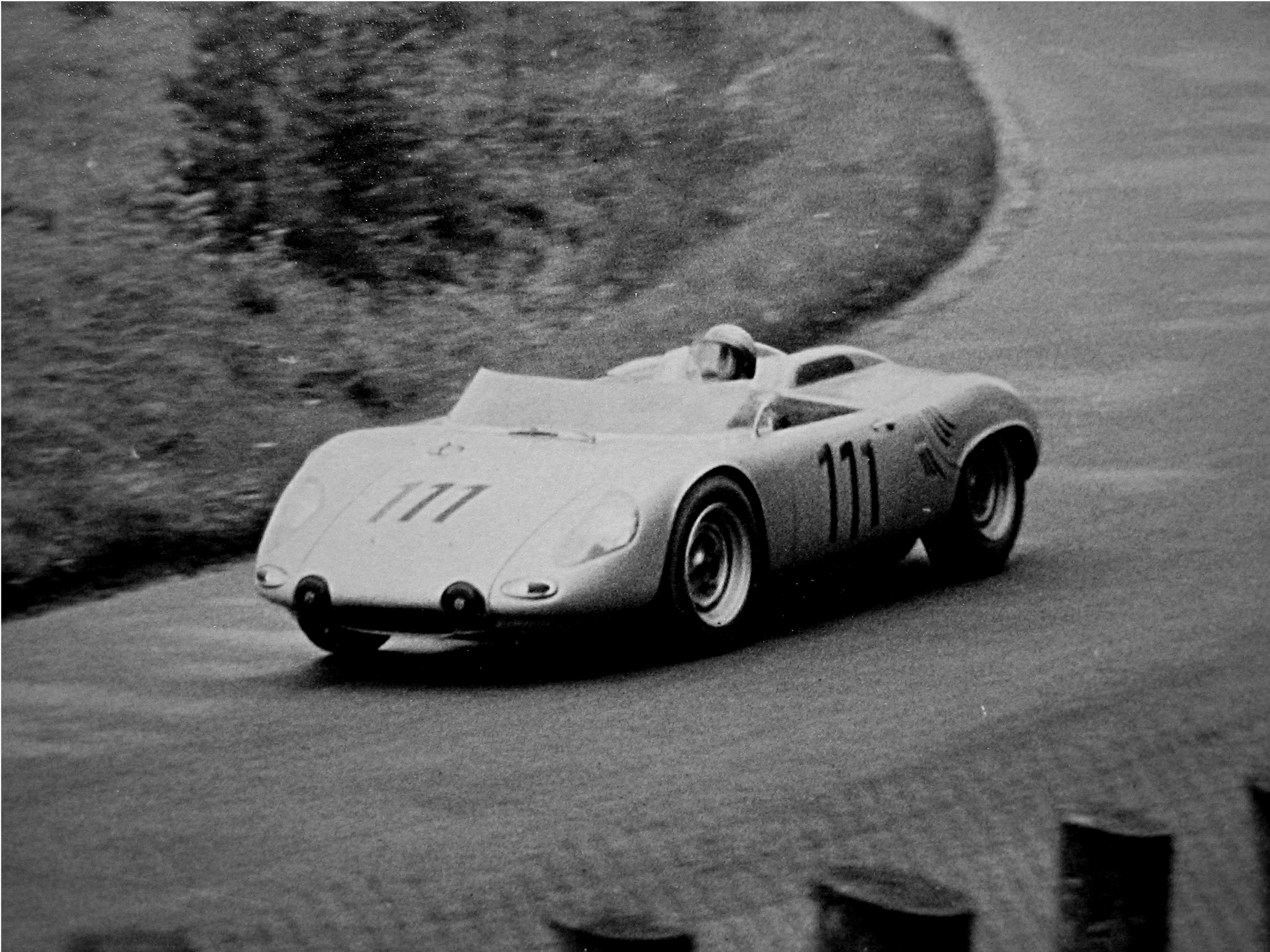
Hans Herrmann sur Porsche lors de l'édition 1962.
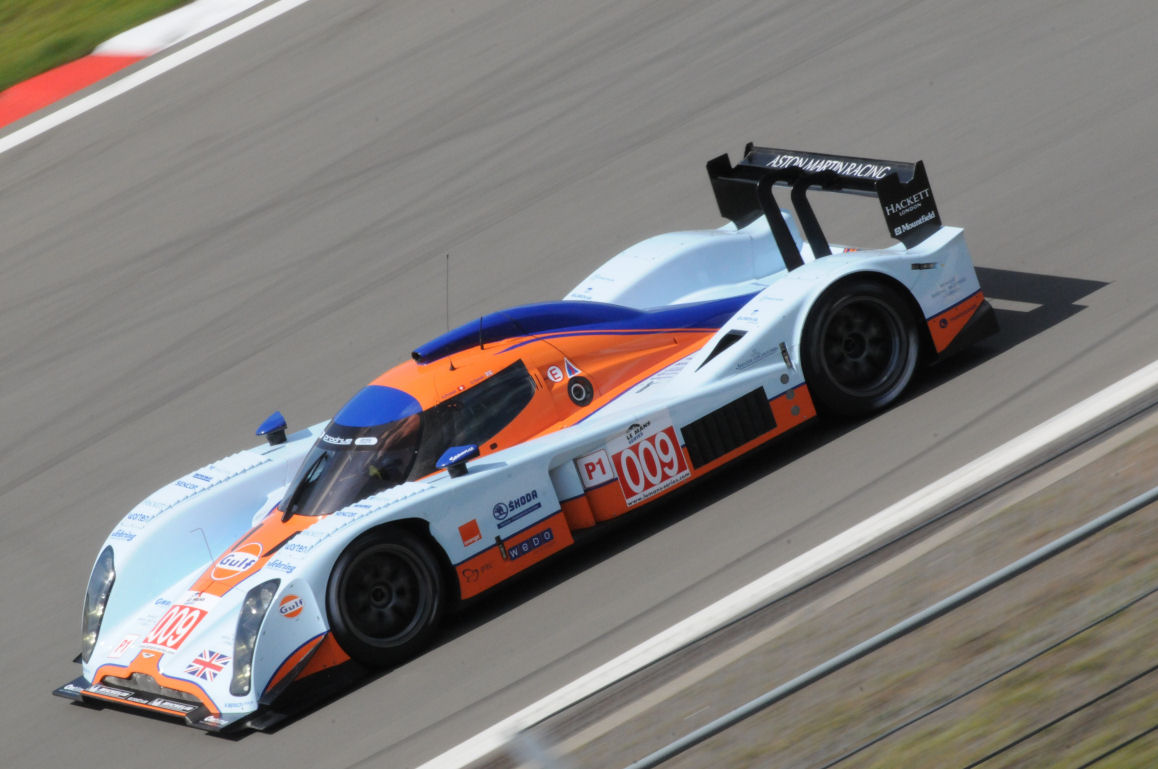
La Lola-Aston Martin B09/60 en 2009.

## Palmarès

### Championnats prototypes
| Année                                     | Pilotes                                               | Ecurie                                    | Voiture                                   | Temps                                     | Championnat                                                                                   |
| Distance de 1 000 km - Circuit de 22,8 km | Distance de 1 000 km - Circuit de 22,8 km             | Distance de 1 000 km - Circuit de 22,8 km | Distance de 1 000 km - Circuit de 22,8 km | Distance de 1 000 km - Circuit de 22,8 km | Distance de 1 000 km - Circuit de 22,8 km                                                     |
| ----------------------------------------- | ----------------------------------------------------- | ----------------------------------------- | ----------------------------------------- | ----------------------------------------- | --------------------------------------------------------------------------------------------- |
| 1953                                      | Alberto Ascari Giuseppe Farina                        | Scuderia Ferrari                          | Ferrari 375MM Spyder                      | 8 h 20 min 44 s 000                       | Championnat du monde des voitures de sport 1953                                               |
| 1954-1955                                 | Pas de course                                         | Pas de course                             | Pas de course                             | Pas de course                             | Pas de course                                                                                 |
| 1956                                      | Piero Taruffi Harry Schell Jean Behra Stirling Moss   | Officine Alfieri Maserati                 | Maserati 300S                             | 7 h 43 min 54 s 400                       | Championnat du monde des voitures de sport 1956 Championnat d'Allemagne des voitures de sport |
| 1957                                      | Tony Brooks Noël Cunningham-Reid                      | David Brown                               | Aston Martin DBR1                         | 7 h 33 min 38 s 200                       | Championnat du monde des voitures de sport 1957                                               |
| 1958                                      | Stirling Moss Jack Brabham                            | David Brown                               | Aston Martin DBR1                         | 7 h 23 min 33 s 000                       | Championnat du monde des voitures de sport 1958                                               |
| 1959                                      | Stirling Moss Jack Fairman                            | David Brown                               | Aston Martin DBR1                         | 7 h 33 min 18 s 000                       | Championnat du monde des voitures de sport 1959                                               |
| 1960                                      | Stirling Moss Dan Gurney                              | Camoradi USA                              | Maserati Tipo 61                          | 7 h 31 min 40 s 500                       | Championnat du monde des voitures de sport 1960                                               |
| 1961                                      | Lloyd Casner Masten Gregory                           | Camoradi USA                              | Maserati Tipo 61                          | 7 h 51 min 39 s 200                       | Championnat du monde des voitures de sport 1961                                               |
| 1962                                      | Phil Hill Olivier Gendebien                           | SpA Ferrari SEFAC                         | Ferrari Dino 246SP                        | 7 h 33 min 27 s 700                       | Championnat du monde des voitures de sport 1962                                               |
| 1963                                      | John Surtees Willy Mairesse                           | SpA Ferrari SEFAC                         | Ferrari 250P                              | 7 h 32 min 18 s 000                       | Championnat du monde des voitures de sport 1963                                               |
| 1964                                      | Ludovico Scarfiotti Nino Vaccarella                   | SpA Ferrari SEFAC                         | Ferrari 275P                              | 7 h 08 min 27 s 000                       | Championnat du monde des voitures de sport 1964                                               |
| 1965                                      | John Surtees Ludovico Scarfiotti                      | SpA Ferrari SEFAC                         | Ferrari 300P2                             | 6 h 53 min 05 s 400                       | Championnat du monde des voitures de sport 1965                                               |
| 1966                                      | Phil Hill Jo Bonnier                                  | Chaparral Cars Inc.                       | Chaparral 2D-Chevrolet                    | 6 h 58 min 47 s 600                       | Championnat du monde des voitures de sport 1966                                               |
| 1967                                      | Joe Buzzetta Udo Schütz                               | Porsche System Engineering                | Porsche 910                               | 6 h 54 min 12 s 900                       | Championnat du monde des voitures de sport 1967                                               |
| 1968                                      | Vic Elford Jo Siffert                                 | Porsche System Engineering                | Porsche 908                               | 6 h 34 min 06 s 300                       | Championnat du monde des voitures de sport 1968                                               |
| 1969                                      | Jo Siffert Brian Redman                               | Porsche System Engineering                | Porsche 908                               | 6 h 11 min 02 s 300                       | Championnat du monde des voitures de sport 1969                                               |
| 1970                                      | Vic Elford Kurt Ahrens                                | Porsche Salzburg                          | Porsche 908                               | 6 h 05 min 21 s 200                       | Championnat du monde des voitures de sport 1970                                               |
| 1971                                      | Vic Elford Gérard Larrousse                           | Martini Racing                            | Porsche 908                               | 5 h 51 min 49 s 300                       | Championnat du monde des voitures de sport 1971                                               |
| 1972                                      | Ronnie Peterson Tim Schenken                          | SpA Ferrari SEFAC                         | Ferrari 312PB                             | 6 h 01 min 40 s 200                       | Championnat du monde des voitures de sport 1972 Deutsche Rennsport Meisterschaft              |
| 1973                                      | Jacky Ickx Brian Redman                               | SpA Ferrari SEFAC                         | Ferrari 312PB                             | 5 h 36 min 53 s 400                       | Championnat du monde des voitures de sport 1973 Deutsche Rennsport Meisterschaft              |
| 1974                                      | Jean-Pierre Jarier Jean-Pierre Beltoise               | Équipe Gitanes                            | Matra Simca MS670C                        | 4 h 07 min 24 s 100                       | Championnat du monde des voitures de sport 1974 Deutsche Rennsport Meisterschaft              |
| 1975                                      | Arturo Merzario Jacques Laffite                       | Willi Kauhsen Racing Team                 | Alfa Romeo 33TT12                         | 5 h 41 min 14 s 100                       | Championnat du monde des voitures de sport 1975 Deutsche Rennsport Meisterschaft              |
| 1976                                      | Albrecht Krebs Dieter Quester                         | Schnitzer Motorsport                      | BMW 3.5 CSL                               | 6 h 38 min 20 s 000                       | Championnat du monde des voitures de sport 1976                                               |
| 1977                                      | Rolf Stommelen Tim Schenken Toine Hezemans            | Gelo Racing                               | Porsche 935                               | 5 h 58 min 30 s 500                       | Championnat du monde des voitures de sport 1977                                               |
| 1978                                      | Klaus Ludwig Hans Heyer Toine Hezemans                | Gelo Racing                               | Porsche 935                               | 5 h 58 min 46 s 600                       | Championnat du monde des voitures de sport 1978                                               |
| 1979                                      | Manfred Schurti Bob Wollek John Fitzpatrick           | Gelo Racing                               | Porsche 935                               | 5 h 58 min 46 s 600                       | Championnat du monde des voitures de sport 1979                                               |
| 1980                                      | Rolf Stommelen Jürgen Barth                           | Joest Racing                              | Porsche 908                               | 5 h 52 min 15 s 100                       | Championnat du monde des voitures de sport 1980                                               |
| 1981                                      | Hans-Joachim Stuck Nelson Piquet                      | GS Tuning                                 | BMW M1                                    | 2 h 16 min 50 s 860                       | Championnat du monde des voitures de sport 1981                                               |
| 1982                                      | Michele Alboreto Teo Fabi Riccardo Patrese            | Martini Racing                            | Lancia LC1                                | 5 h 54 min 10 s 830                       | Championnat du monde des voitures de sport 1982                                               |
| Distance de 1 000 km - Circuit de 20,8 km |                                                       |                                           |                                           |                                           |                                                                                               |
| 1983                                      | Jochen Mass Jacky Ickx                                | Porsche Racing International              | Porsche 956                               | 5 h 26 min 34 s 630                       | Championnat du monde des voitures de sport 1983                                               |
| Distance de 1 000 km - Circuit de 4,5 km  |                                                       |                                           |                                           |                                           |                                                                                               |
| 1984                                      | Stefan Bellof Derek Bell                              | Rothmans Porsche                          | Porsche 956                               | 6 h 00 min 43 s 590                       | Championnat du monde des voitures de sport 1984 Deutsche Rennsport Meisterschaft              |
| 1985                                      | Pas de course                                         | Pas de course                             | Pas de course                             | Pas de course                             | Pas de course                                                                                 |
| 1986                                      | Henri Pescarolo Mike Thackwell                        | Kouros Racing Team                        | Sauber C8-Mercedes                        | 3 h 42 min 30 s 020                       | Championnat du monde des voitures de sport 1986                                               |
| 1987                                      | Eddie Cheever Raul Boesel                             | Silk Cut Jaguar                           | Jaguar XJR-8                              | 5 h 55 min 53 s 120                       | Championnat du monde des voitures de sport 1987                                               |
| 1988                                      | Jean-Louis Schlesser Jochen Mass                      | Team Sauber Mercedes                      | Sauber C9-Mercedes                        | 5 h 53 min 00 s 600                       | Championnat du monde des voitures de sport 1988                                               |
| Distance de 480 km - Circuit de 4,5 km    |                                                       |                                           |                                           |                                           |                                                                                               |
| 1989                                      | Jean-Louis Schlesser Jochen Mass                      | Team Sauber Mercedes                      | Sauber C9-Mercedes                        | 2 h 47 min 14 s 599                       | Championnat du monde des voitures de sport 1989                                               |
| 1990                                      | Jean-Louis Schlesser Mauro Baldi                      | Team Sauber Mercedes                      | Mercedes-Benz C11                         | 2 h 39 min 15 s 913                       | Championnat du monde des voitures de sport 1990                                               |
| Distance de 430 km - Circuit de 4,5 km    |                                                       |                                           |                                           |                                           |                                                                                               |
| 1991                                      | Derek Warwick David Brabham                           | Silk Cut Jaguar                           | Jaguar XJR-14                             | 2 h 23 min 41 s 028                       | Championnat du monde des voitures de sport 1991                                               |
| 1992-1999                                 | Pas de course                                         | Pas de course                             | Pas de course                             | Pas de course                             | Pas de course                                                                                 |
| Distance de 1 000 km - Circuit de 4,5 km  |                                                       |                                           |                                           |                                           |                                                                                               |
| 2000                                      | Jan Magnussen David Brabham                           | Panoz Motor Sports                        | Panoz LMP-1 Roadster-S                    | 5 h 45 min 55 s 173                       | American Le Mans Series 2000                                                                  |
| 2001-2003                                 | Pas de course                                         | Pas de course                             | Pas de course                             | Pas de course                             | Pas de course                                                                                 |
| Distance de 1 000 km - Circuit de 5,1 km  |                                                       |                                           |                                           |                                           |                                                                                               |
| 2004                                      | Allan McNish Pierre Kaffer                            | Audi Sport UK Veloqx                      | Audi R8                                   | 6 h 00 min 32 s 645                       | Le Mans Endurance Series 2004                                                                 |
| 2005                                      | Tom Chilton Hayanari Shimoda                          | Zytek Motorsport                          | Zytek 04S                                 | 6 h 01 min 06 s 739                       | Le Mans Endurance Series 2005                                                                 |
| 2006                                      | Jean-Christophe Boullion Emmanuel Collard Eric Hélary | Pescarolo Sport                           | Pescarolo C60-Judd                        | 6 h 01 min 26 s 300                       | Le Mans Series 2006                                                                           |
| 2007                                      | Stéphane Sarrazin Pedro Lamy                          | Team Peugeot Total                        | Peugeot 908 HDi FAP                       | 6 h 01 min 13 s 628                       | Le Mans Series 2007                                                                           |
| 2008                                      | Stéphane Sarrazin Pedro Lamy                          | Team Peugeot Total                        | Peugeot 908 HDi FAP                       | 5 h 44 min 48 s 174                       | Le Mans Series 2008                                                                           |
| 2009                                      | Jan Charouz Tomáš Enge Stefan Mücke                   | Aston Martin Racing                       | Lola B09/60-Aston Martin                  | 5 h 57 min 26 s 595                       | Le Mans Series 2009                                                                           |
| Durée de 6 heures - Circuit de 5,1 km     |                                                       |                                           |                                           |                                           |                                                                                               |
| 2015                                      | Timo Bernhard Mark Webber Brendon Hartley             | Porsche Team                              | Porsche 919 Hybrid                        | 203 tours 6 h 01 min 16 s 966             | Championnat du monde d'endurance FIA 2015                                                     |
| 2016                                      | Timo Bernhard Mark Webber Brendon Hartley             | Porsche Team                              | Porsche 919 Hybrid                        | 194 tours 6 h 01 min 16 s 183             | Championnat du monde d'endurance FIA 2016                                                     |
| 2017                                      | Timo Bernhard Earl Bamber Brendon Hartley             | Porsche Team                              | Porsche 919 Hybrid                        | 204 tours 6 h 00 min 09 s 607             | Championnat du monde d'endurance FIA 2017                                                     |
| 2018-2019                                 | Pas de course                                         | Pas de course                             | Pas de course                             | Pas de course                             | Pas de course                                                                                 |

† - L'édition 1974 s'est disputée sur une distance de 750 km.
† - L'édition 1981 est interrompue à la suite de l’accident fatal d'Herbert Müller.
† - L'édition 1981 est arrêtée après avoir parcouru approximativement 600 km à cause de pluies torrentielles.
† - En 2010, 2013 et 2014, la distance prévue n'a pas été atteinte car la limite de temps avait été atteinte (7 h en 2010 et 6 h pour les deux autres éditions.

### Éditions hors sports-prototypes
| Année                                     | Pilotes                                         | Ecurie                                    | Voiture                                   | Temps                                     | Championnat                               |
| Distance de 1 000 km - Circuit de 25,4 km | Distance de 1 000 km - Circuit de 25,4 km       | Distance de 1 000 km - Circuit de 25,4 km | Distance de 1 000 km - Circuit de 25,4 km | Distance de 1 000 km - Circuit de 25,4 km | Distance de 1 000 km - Circuit de 25,4 km |
| ----------------------------------------- | ----------------------------------------------- | ----------------------------------------- | ----------------------------------------- | ----------------------------------------- | ----------------------------------------- |
| 2010                                      | Wolfgang Pohl Daniel Schrey                     |                                           | Porsche Carrera RS                        | 7 h 00 min 42 s 248                       | FHR Langstreckencup                       |
| 2011-2012                                 | Pas de course                                   | Pas de course                             | Pas de course                             | Pas de course                             | Pas de course                             |
| Distance de 1 000 km - Circuit de 5,1 km  |                                                 |                                           |                                           |                                           |                                           |
| 2013                                      | Maximilian Buhk Maximilian Gotz Bernd Schneider | HTP Motorsport GmbH                       | Mercedes-Benz SLS AMG GT3                 | 6 h 00 min 46 s 354                       | Blancpain Endurance Series 2013           |
| 2014                                      | Laurens Vanthoor César Ramos Christopher Mies   | Belgian Audi Club Team WRT                | Audi R8 LMS ultra                         | 6 h 00 min 07 s 848                       | Blancpain Endurance Series 2014           |

## Records

### Par nombre de victoires constructeurs
| Nombre de victoires | Écurie       | Années                                                                            |
| ------------------- | ------------ | --------------------------------------------------------------------------------- |
| 14                  | Porsche      | 1967, 1968, 1969, 1970, 1971, 1977, 1978, 1979 1980, 1983, 1984, 2015, 2016, 2017 |
| 7                   | Ferrari      | 1953, 1962, 1963, 1964, 1965, 1972, 1973                                          |
| 3                   | Aston Martin | 1957, 1958, 1959                                                                  |
| 3                   | Maserati     | 1956, 1960, 1961                                                                  |
| 3                   | Sauber       | 1986, 1989, 1990                                                                  |
| 2                   | Jaguar       | 1987, 1991                                                                        |
| 2                   | Peugeot      | 2007, 2008                                                                        |

| Pos. | Nations     | Victoires |
| ---- | ----------- | --------- |
| 1er  | Allemagne   | 18        |
| 2e   | Italie      | 12        |
| 3e   | Royaume-Uni | 7         |
| 4e   | France      | 4         |
| 5e   | Suisse      | 3         |
| 6e   | États-Unis  | 2         |

## Galerie

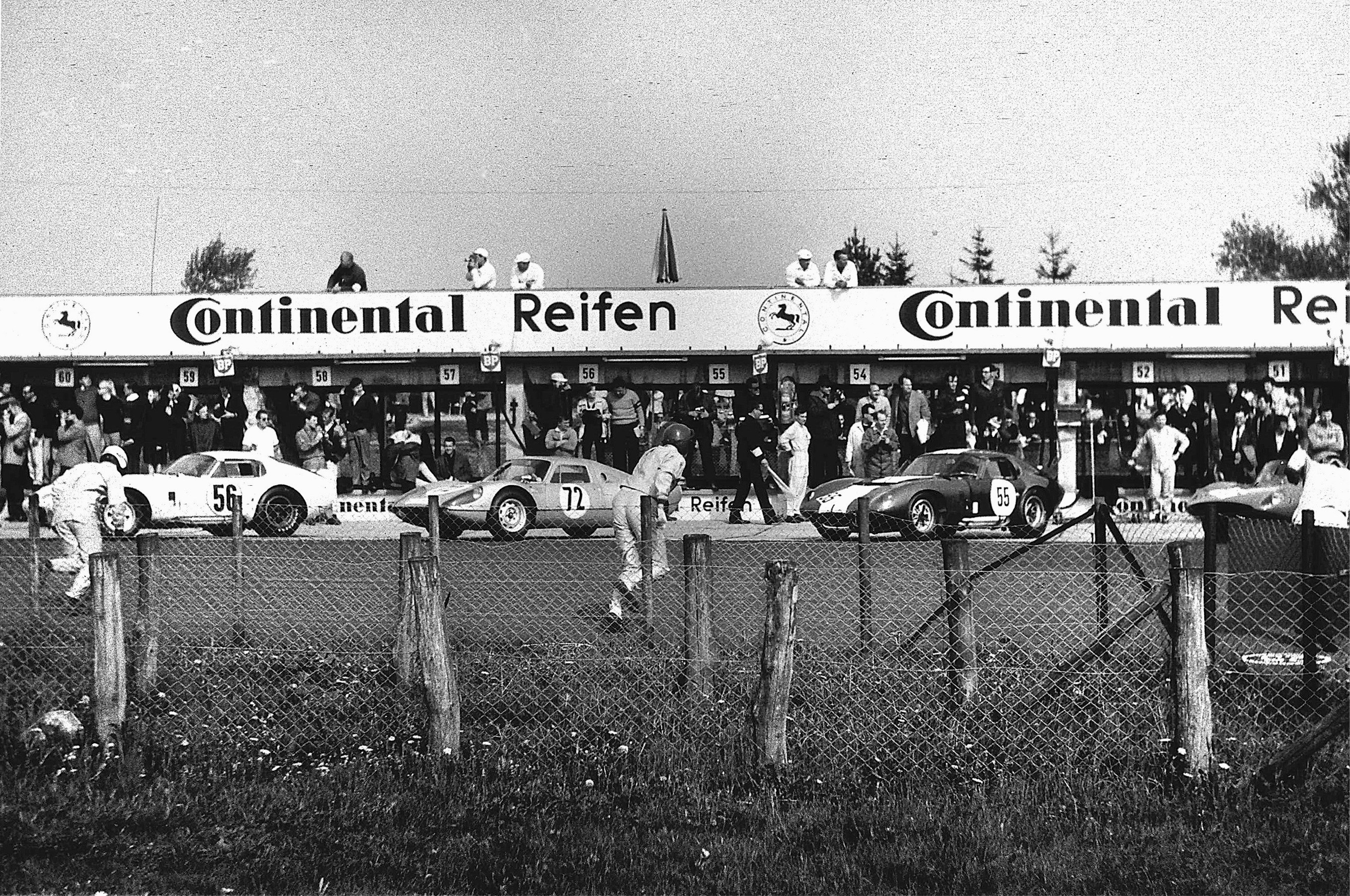
Départ « Le Mans » en 1965.
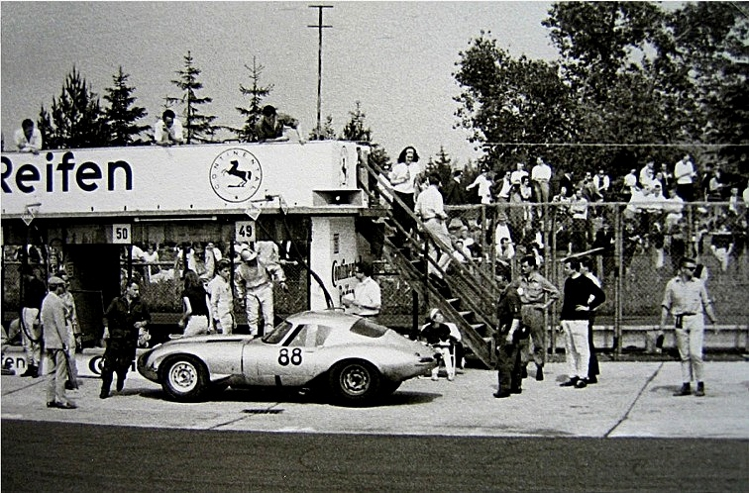
Arrêt au stand lors de l'édition 1964.
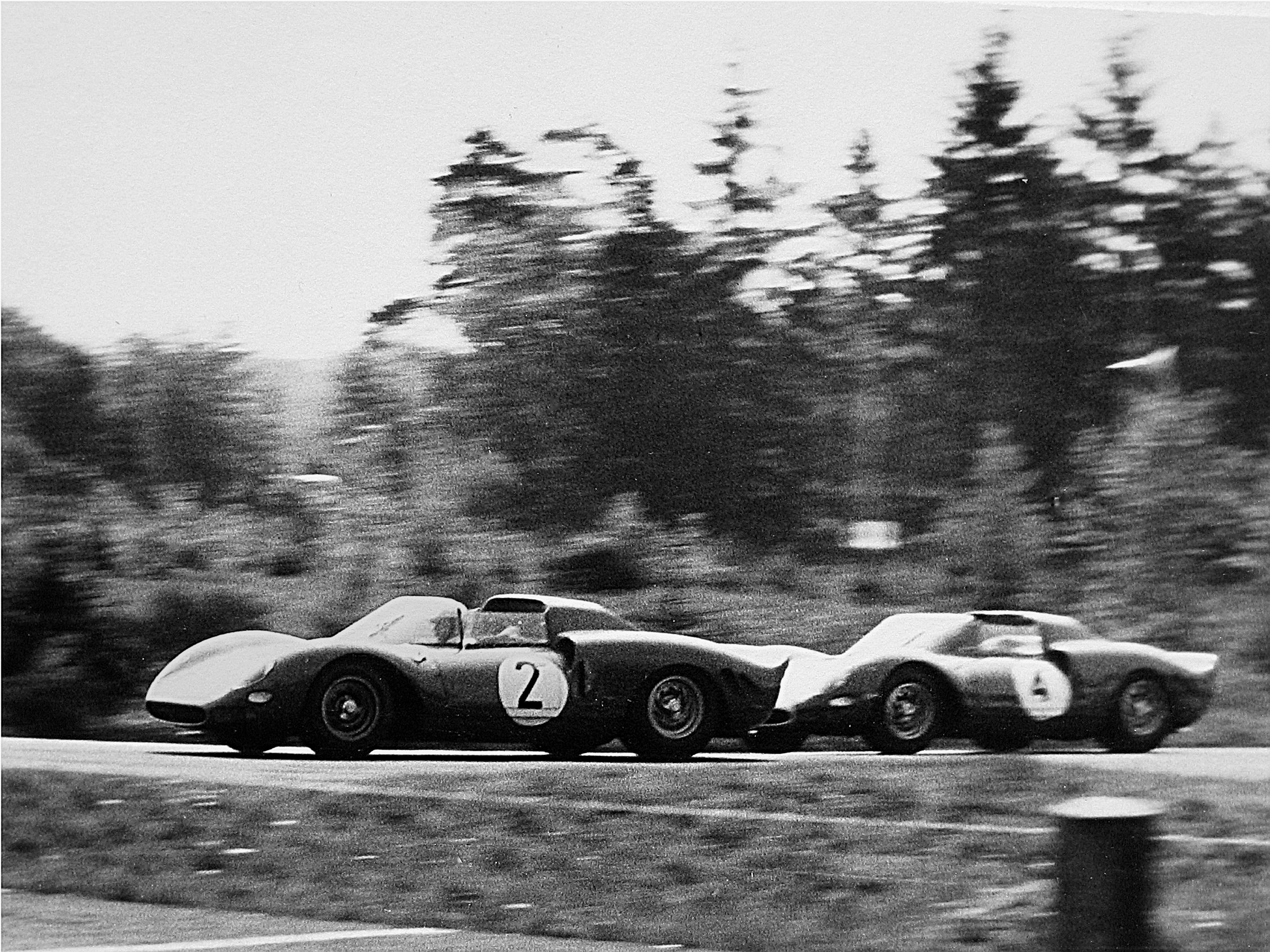
Mike Parkes devant Graham Hill en 1965.
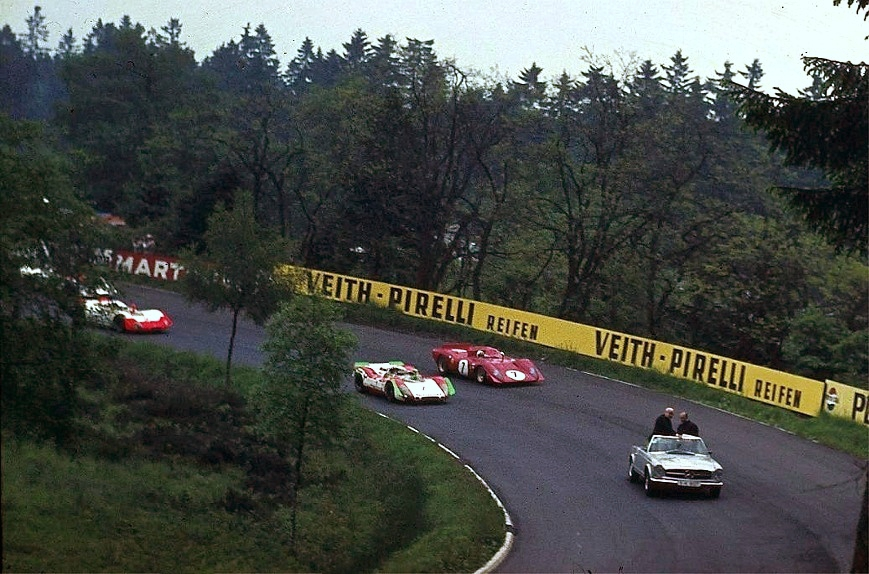
Démarrage en 1969.
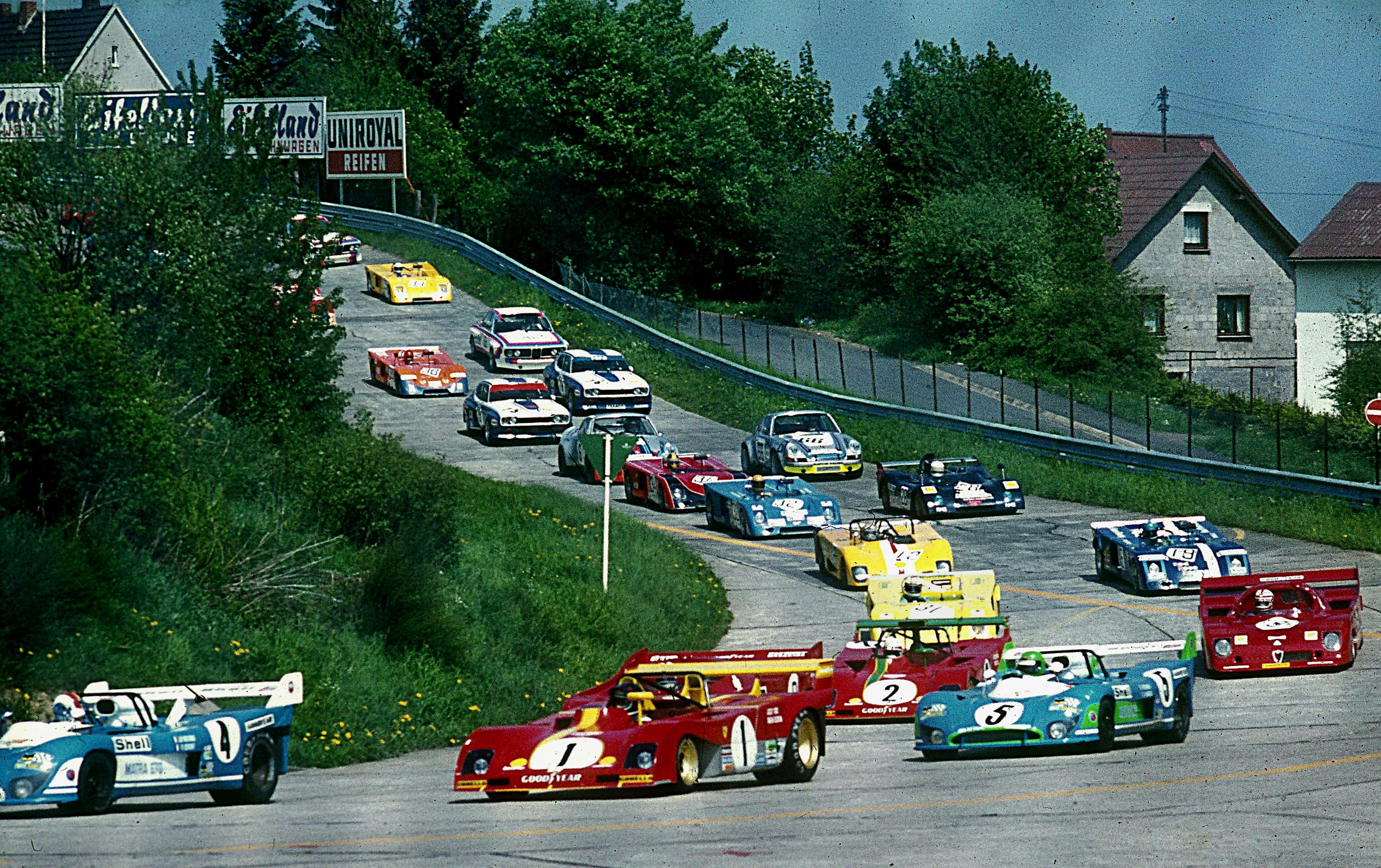
Départ de l’édition 1973.
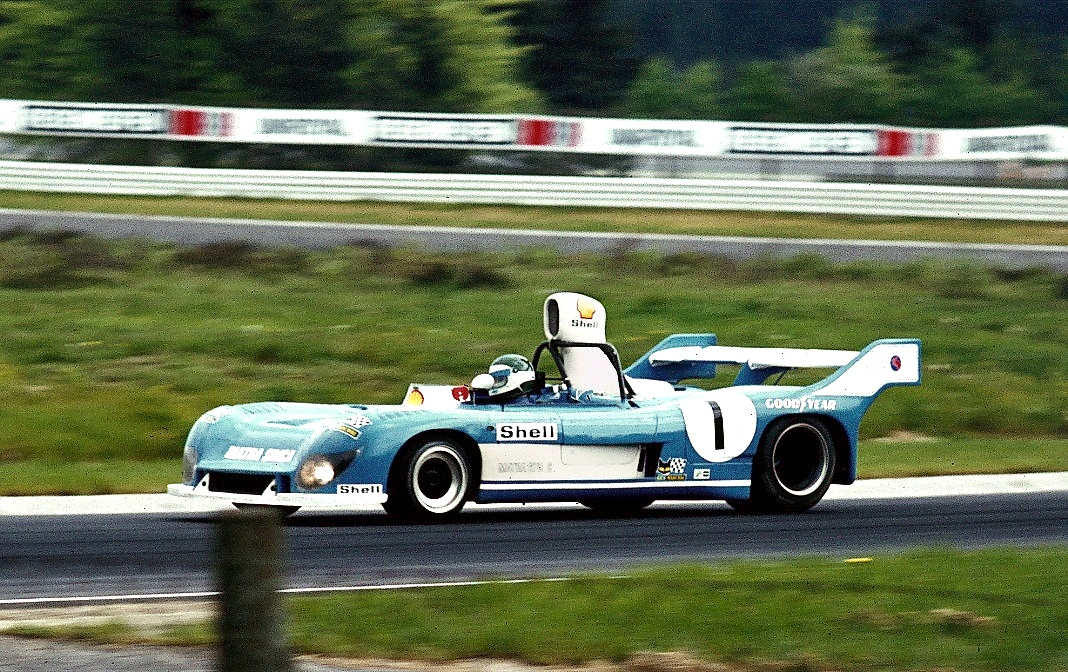
Jean-Pierre Jarier, vainqueur avec Jean-Pierre Beltoise en 1974 sur Matra Simca.